# Manfred Lehmann

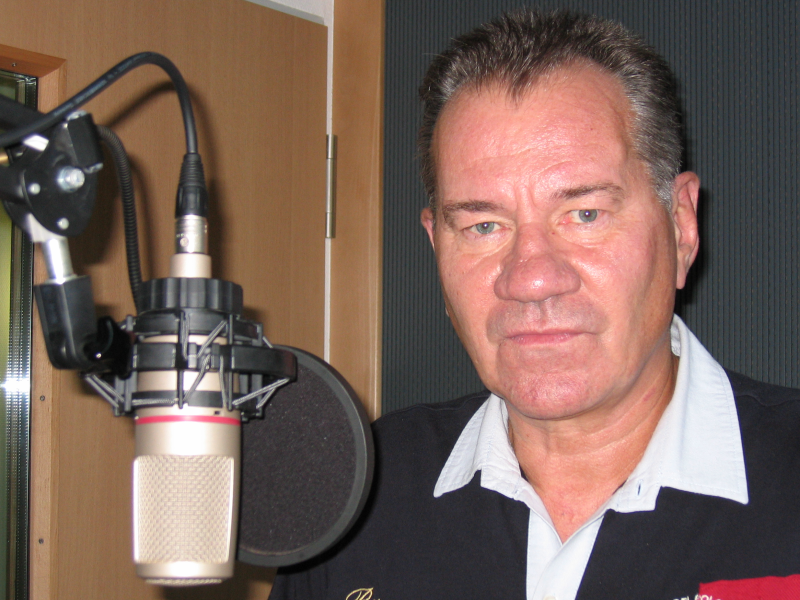
Manfred Lehmann in einer Sprecherkabine, 2006

Manfred Lehmann (* 29. Januar 1945 als Franz Lehmann in Berlin) ist ein deutscher Schauspieler und Synchronsprecher.

## Leben
Seinen Schauspielunterricht erhielt Lehmann bei Edith Hildebrandt in Berlin. Seine erste Bühnenstation war 1968/69 das Forum-Theater Berlin. Von 1969 bis 1971 agierte er an der Berliner Komödie und an der Schaubühne am Halleschen Ufer, von 1974 bis 1977 am Schillertheater und 1980 am Grips-Theater.
Manfred Lehmann spielte in deutschen Fernsehproduktionen mit, darunter mehrmals im Tatort und bei Ein Fall für zwei. Auch in internationalen Kinofilmen war er zu sehen, beispielsweise zusammen mit Lewis Collins und Klaus Kinski in Geheimcode: Wildgänse und Kommando Leopard. Für das wöchentliche ZDF-Verbrauchermagazin WISO spielte Lehmann den „Detektiv Sommer“.
Einem breiten Publikum wurde Lehmann durch seine Arbeit als Synchronsprecher bekannt. Er ist die Standardstimme von Bruce Willis und Gérard Depardieu, außerdem synchronisiert er unter anderem Dolph Lundgren, Kurt Russell und James Woods. Einmalig lieh er seine Stimme auch Steven Seagal im Film The Patriot und zweimal dem Schauspieler und Komiker Bill Murray. Darüber hinaus ist er in Werbespots in Radio und Fernsehen – am bekanntesten für die REWE-Preisverleihung, den Baumarkt Praktiker („20 Prozent auf alles, außer Tiernahrung“), Navigon („Noch Fragen?“) oder Meda-Küchen – sowie in Hörspielen (z. B. in Jeff Waynes Musikversion von Der Krieg der Welten) und Dokumentationen zu hören. Augenzwinkernd sind einige der genannten Spots bei YouTube wiedergegeben.
Lehmann wohnt in Berlin-Wilmersdorf. Seine Tochter Dascha Lehmann, sein Schwiegersohn Dennis Schmidt-Foß und seine Enkelin Dalia Mya Schmidt-Foß sind ebenfalls als Synchronsprecher tätig.

## Filmografie
- 1972: Tatort: Kennwort Gute Reise
- 1974: Der Verfolger
- 1975: Autoverleih Pistulla (Folge 5)
- 1976: Auf Biegen oder Brechen
- 1978: Ein Mann will nach oben
- 1978: Kümo Henriette als Manfred Seemann
- 1978: Tatort: Schlußverkauf
- 1979: Der eiserne Gustav
- 1979: Lena Rais
- 1979: Kommissariat 9: Big Business
- 1980: Didi die Nervensäge (Fernsehserie)
- 1981: Alles im Eimer
- 1981: Der Fuchs von Övelgönne: Unter falschem Verdacht
- 1981: Ach du lieber Harry
- 1981: Überfall in Glasgow
- 1982: Tatort: Tod auf dem Rastplatz
- 1982–1991: Drei Damen vom Grill
- 1983: Didi der Schnüffler
- 1983: Didis tolle Späße
- 1983: Einmal Ku’damm und zurück
- 1983: Zelleriesalat
- 1984: Didi – Der Doppelgänger
- 1984: Geheimcode: Wildgänse (Arcobaleno Selvaggio (Wild Rainbow))
- 1984: Der Alte: Zwei Särge aus Florida
- 1985: Kommando Leopard
- 1985: Eine Frau für gewisse Stunden
- 1985: Ein Heim für Tiere (Fernsehserie, eine Folge)
- 1986: Die Rückkehr der Wildgänse
- 1986: Vertrauen gegen Vertrauen
- 1986, 1994: Liebling Kreuzberg
- 1986–1991: Die Wicherts von nebenan
- 1986–2007: Ein Fall für zwei (4 Folgen)
- 1987: Praxis Bülowbogen
- 1988: Der Commander
- 1988: Starke Zeiten
- 1989: Schwarzenberg
- 1989: Die Männer vom K3 – Tödlicher Export
- 1989: Der Alte, Fernsehserie, Folge 136: Der lange Atem
- 1989: Drunter und drüber
- 1989: Der Landarzt (Staffel 5)
- 1990: Ein Schloß am Wörthersee
- 1991: Tatort: Finale am Rothenbaum
- 1992: Rotlicht
- 1992: Mutter mit 16
- 1993: Nervenkrieg
- 1994: Tatort: Die Sache Baryschna
- 1994: Im Namen des Gesetzes
- 1996: Die Männer vom K3 – Eine saubere Stadt
- 1996: Der Tourist
- 1997: Post Mortem – Der Nuttenmörder
- 1997: Happy Birthday (Fernsehserie)
- 1997: Balko – Vaterliebe
- 1998: Der Eisbär
- 1998: Die Straßen von Berlin – Endstation
- 1998: Medicopter 117 – Jedes Leben zählt – Flug in die Hölle
- 1999: Der Clown – Mayday
- 2000: Der Pfundskerl – Tote buchen keinen Urlaub
- 2000: Der Runner
- 2001: Zwölfeläuten
- 2003: Alles Atze (Folge 31, Schwere Jungs)
- 2004: Germanikus
- 2005: Mit Herz und Handschellen – Familienbande
- 2005: Das Duo – Blutiges Geld
- 2007: Die Küstenwache – Schatten der Vergangenheit
- 2008: Pfarrer Braun – Die Gärten des Rabbiners
- 2009: In aller Freundschaft (Folge 436, Gutes tun)
- 2010: Wolfsfährte
- 2012: Alarm für Cobra 11 – Die Autobahnpolizei – Engel des Todes
- 2013: Choral des Todes
- 2016: Circus Halligalli (Staffel 8, Folge 2)
- 2020: Charlatan

## Synchronrollen (Auswahl)
Bruce Willis
- 1988: Stirb langsam als John McClane
- 1989: Friedhof der Kuscheltiere als Miko Hughes
- 1990: Stirb langsam 2 als John McClane
- 1991: Last Boy Scout – Das Ziel ist Überleben als Joseph „Joe“ Hallenbeck
- 1991: Hudson Hawk – Der Meisterdieb als Hudson Hawk
- 1994: Pulp Fiction als Butch Coolidge
- 1995: 12 Monkeys als James Cole
- 1996: Last Man Standing als John Smith
- 1997: Der Schakal als Der Schakal
- 1997: Das fünfte Element als Korben Dallas
- 1998: Das Mercury Puzzle als Art Jeffries
- 1998: Armageddon – Das jüngste Gericht als Harry Stamper
- 1999: The Sixth Sense als Malcolm Crowe
- 2000: Keine halben Sachen als „Jimmy die Tulpe“ Tudeski
- 2000: Unbreakable – Unzerbrechlich als David Dunn
- 2001: Banditen! als Joseph „Joe“ Blake
- 2003: Tränen der Sonne als Lt. A.K. Waters
- 2004: Ocean’s 12 als Bruce Willis
- 2004: Keine halben Sachen 2 – Jetzt erst recht! als „Jimmy die Tulpe“ Tudeski
- 2005: Sin City als John Hartigan
- 2006: Lucky # Slevin als Mr. Goodkat
- 2007: Stirb langsam 4.0 als John McClane
- 2007: Verführung einer Fremden als Harrison Hill
- 2009: Surrogates – Mein zweites Ich als Tom Greer
- 2010: The Expendables als Mr. Church
- 2010: RED – Älter. Härter. Besser. als Frank Moses
- 2011: Set Up als Biggs
- 2012: The Cold Light of Day als Martin Shaw
- 2012: The Expendables 2 als Mr. Church
- 2012: Moonrise Kingdom als Captain Sharp
- 2012: Looper als Joe (alt)
- 2013: Stirb langsam – Ein guter Tag zum Sterben als John McClane
- 2013: R.E.D. 2 – Noch Älter. Härter. Besser. als Frank Moses
- 2013: Sin City 2: A Dame to Kill For als John
- 2014: The Prince – Only God Forgives als Omar
- 2017: Once Upon a Time in Venice als Steve Ford
- 2018: Acts of Violence als Detective James Avery
- 2019: Glass als David Dunn
- 2020: Hard Kill als Donovan Chalmers
- 2021: Fortress – Stunde der Abrechnung (Fortress)
- 2021: Midnight in the Switchgrass

Cheech Marin
- 1978: Viel Rauch um nichts als Pedro De Pacas
- 1989: Ghostbusters II als Oberaufseher am Dock
- 1998: Paulie – Ein Plappermaul macht seinen Weg als Ignacio

Dolph Lundgren
- 1987: Masters of the Universe als He–Man
- 1990: Dark Angel als Jack Caine
- 1992: Universal Soldier als Andrew Scott / GR13
- 1994: Men of War als Nick Gunar
- 1998: John Woo’s Blackjack als Jack Devlin
- 2005: The Mechanik als Nick Cherenko
- 2007: Diamond Dogs als Xander Ronson
- 2018: Aquaman als König Nereus
- 2018: Black Water
- 2019: Creed II – Rocky’s Legacy als Ivan Drago

Gérard Depardieu
- 1980: Inspektor Loulou – Die Knallschote vom Dienst als Roger Morzini
- 1981: Die Wahl der Waffen als Mickey
- 1986: Die Flüchtigen als Jean Lucas
- 1990: Green Card – Schein-Ehe mit Hindernissen als Georges
- 1992: 1492 – Die Eroberung des Paradieses als Christoph Columbus
- 1994: Daddy Cool als Andre
- 1996: Bogus als Bogus
- 1998: Der Mann in der eisernen Maske als Porthos
- 1998: Der Graf von Monte Christo als Edmond Dantes
- 1999: Asterix & Obelix gegen Caesar als Obelix
- 2000: Les Misérables – Gefangene des Schicksals als Jean Valjean
- 2001: 102 Dalmatiner als Jean–Pierre Le Pelt
- 2002: Asterix & Obelix: Mission Kleopatra als Obelix
- 2003: Nathalie – Wen liebst du heute Nacht? als Bernard
- 2005: Boudu – Ein liebenswerter Schnorrer als Boudu
- 2007: La Vie en rose als Louis Leplée
- 2008: Hello Goodbye – Entscheidung aus Liebe als Alain Gaash
- 2010: Das Schmuckstück als Maurice Babin
- 2012: Asterix & Obelix – Im Auftrag Ihrer Majestät als Obelix
- 2013: Choral des Todes als Lionel Kasdan
- 2016: Marseille (Fernsehserie) als Bürgermeister Robert Taro
- 2017: Meine schöne innere Sonne als Denis
- 2018: Aladin – Wunderlampe vs. Armleuchter als Christoph Columbus

James Woods
- 1994: The Specialist als Ned Trent
- 1995: Casino als Lester Diamond
- 2001: Scary Movie 2 als Pater McFeely

Kurt Russell
- 1981: Die Klapperschlange als Snake Plissken
- 1982: Das Ding aus einer anderen Welt als R.J. MacReady
- 1989: Tango und Cash als Gabriel „Gabe“ Cash
- 1991: Backdraft – Männer, die durchs Feuer gehen als Stephen „Bull“ McCaffrey
- 1992: Fatale Begierde als Michael Carr
- 1994: Stargate als Colonel Jack O’Neil
- 1996: Einsame Entscheidung als David Grant
- 1996: Flucht aus L.A. als Snake Plissken
- 1997: Breakdown als Jeffrey „Jeff“ Taylor
- 2001: Vanilla Sky als Dr. McCabe
- 2001: Crime Is King – 3000 Meilen bis Graceland als Michael Zane
- 2006: Poseidon als David Ramsey
- 2007: Death Proof – Todsicher als Stuntman Mike
- 2015: Fast & Furious 7 als Frank Petty / Mr. Nobody
- 2016: Deepwater Horizon als Jimmy Harrell
- 2015: The Hateful 8 als John Ruth
- 2017: Guardians of the Galaxy Vol. 2 als Ego
- 2017: Fast & Furious 8 als Frank Petty / Mr. Nobody
- 2019: Once Upon a Time in Hollywood als Randy / Erzähler
- 2021: Fast & Furious 9 als Mr. Nobody

Michael Madsen
- 1992: Reservoir Dogs – Wilde Hunde als Mr. Blonde / Vic Vega
- 1992: Made of Steel – Hart wie Stahl als Blood

Willem Dafoe
- 1989: Geboren am 4. Juli als Charlie
- 1994: Das Kartell als John Clark

### Filme
- 1969: Blutige Spur – Shelly Novack als Johnny Finney
- 1974: Die wilden Schläger von Rockers Town (1969) – Michael Walker als Tony
- 1974: Dark Star – Finsterer Stern – Brian Narelle als Lt. Doolittle
- 1976: Die Kleinen Französinnen – Das erste Mal – Roland Blanche als Robert
- 1979: Babyspeck und Fleischklösschen – Bill Murray als Tripper Harrison
- 1979: Plattfuß am Nil – Riccardo Pizzuti als Salvatore Coppola
- 1982: Das Böse unter der Sonne – Nicholas Clay als Patrick Redfern
- 1982: Herrscher der Zeit als Claude
- 1983: Der große Frust – William Hurt als Nick Carlton
- 1983: Krull – Liam Neeson als Kegan
- 1984: Hot Dog – Der Typ mit dem heißen Ski – Sandy Hackett als Wet-T-Shirt-Contest-MC und Robin Haynes als Ansager
- 1984: Ein Platz im Herzen – Ed Harris als Wayne Lomax
- 1984: Karate Kid – Martin Kove als John Kreese
- 1985: Zombie 2 – Das letzte Kapitel – Joe Pilato als Cpt. Rhodes
- 1985: Im Jahr des Drachen – Mickey Rourke als Capt. Stanley White
- 1985: Express in die Hölle – Jon Voight als Oscar „Manny“ Manheimer
- 1986: Manhunter – Roter Drache – Brian Cox als Dr. Hannibal Lecter
- 1986: Critters – Sie beißen! – Don Keith Opper als Charlie McFadden
- 1987: Der Mörder im Zwielicht – Ed Harris als Harry Nash
- 1988: Die Geister, die ich rief … – Bill Murray als Frank Cross
- 1988: Sie leben – Roddy Piper als Nada
- 1988: Der Wauzi Film – Auf der Jagd nach dem Zauberknochen als Bauzman
- 1989: Im Zeichen der Jungfrau – Alan Rickman als Ed
- 1989: Feinde – Die Geschichte einer Liebe – Ron Silver als „Herman Broder“
- 1989: Friedhof der Kuscheltiere – Dale Midkiff als Dr. Louis Creed
- 1989: Von Bullen aufs Kreuz gelegt – M. C. Gainey als Malcolm
- 1990: Blue Steel – Clancy Brown als Nick Mann
- 1990: Alice – William Hurt als Doug Tate
- 1990: Ich liebe Dich zu Tode – William Hurt als Harlan James
- 1991: New Jack City – Wesley Snipes als Nino Brown
- 1992: Passagier 57 – Wesley Snipes als John Cutter
- 1992: Reservoir Dogs – Wilde Hunde – Michael Madsen als Mr. Blonde / Vic Vega
- 1993: True Romance – Val Kilmer als Elvis Presley
- 1994: The Chase – Die Wahnsinnsjagd – Ray Wise als Dalton Voss
- 1998: Verhandlungssache – David Morse als Cmdr. Adam Beck
- 1998: The Patriot – Kampf ums Überleben – Steven Seagal als Dr. Wesley McClaren
- 2003: Die Liga der außergewöhnlichen Gentlemen – Naseeruddin Shah als Kapitän Nemo
- 2004: The Girl Next Door – James Remar als Hugo Posh
- 2004: Shrek 2 – Der tollkühne Held kehrt zurück – Larry King als Doris
- 2007: Shrek der Dritte – Larry King als Doris
- 2010: Für immer Shrek – Larry King als Doris
- 2017: Sie nannten ihn Spencer – als Riccardo Pizzuti

### Serien
- 1983: Hart aber herzlich – William Lucking als Vince
- 1986: Hart aber herzlich – James Luisi als McGarity
- 1987: Miami Vice – Jeroen Krabbé als Klaus Herzog
- 1991: Hawaii Fünf-Null – Don Stroud als Nathan Purdy
- 1992: Samurai Pizza Cats – Kōichi Yamadera als Übelkrähe
- 1993–1995: Als die Tiere den Wald verließen – Ron Moody als Kröte
- 1994: Ein Käfig voller Helden – Paul Picerni als Jack Williams
- 1996: Star Trek: Deep Space Nine – Clarence Williams III als Omet’iklan
- 2003: Sex and the City – James Remar als Richard Wright

### Videospiele
| Jahr | Spiel                                   | Figur                               |
| ---- | --------------------------------------- | ----------------------------------- |
| 1997 | Broken Helix                            | „Jake Burton“                       |
| 1998 | Die Siedler III                         | „Helios“                            |
| 1998 | Apocalypse                              | „Trey Kincaid (Bruce Willis)“       |
| 1998 | Nightlong – A Union City Conspiracy     | „Joshua Reev“                       |
| 1999 | The Nomad Soul                          | „Krill“                             |
| 1999 | Outcast                                 | „Cutter Slade“                      |
| 2000 | Battle Isle – Der Andosia-Konflikt      | Erzähler                            |
| 2002 | Das Ding                                | „Blake“                             |
| 2002 | Neocron                                 | „Off-Stimme des deutschen Trailers“ |
| 2002 | Die Hard – Stirb Langsam: Vendetta      | „John McClane“                      |
| 2003 | Nocturne                                | „Stranger“                          |
| 2003 | The Westerner                           | „Joe Banister“                      |
| 2004 | Sacred                                  | „Gladiator“                         |
| 2004 | The Moment of Silence                   | „Peter Wright“                      |
| 2005 | Earth 2160                              | „Michael R. Falkner“                |
| 2008 | Das Schwarze Auge: Drakensang           | „Ritter Traldar“                    |
| 2008 | Mirror’s Edge                           |                                     |
| 2011 | Duke Nukem Forever                      | „Duke Nukem“                        |
| 2011 | Crysis 2                                | „Colonel Barclay“                   |
| 2016 | Dishonored 2: Das Vermächtnis der Maske | „Corvo Attano“                      |
| 2021 | Black Mesa                              | „Wissenschaftler“                   |
| 2021 | Age of Empires IV                       | „Prälat“                            |
| 2021 | World of Warships                       | „Johannes Meck-Leyne“               |

## Hörspiele und Features
- diverse Stimmen für Werbung im Radio
- 1977–1978: Kimba, der weiße Löwe Folgen 2, 4, 7 (Poly), diverse Rollen
- 1980: Mein Freund Winnetou Folgen 2, 5 (Europa Jugend). Rolle: Yaqui
- 2011: Michael Lissek: Saat des Sieges. Wie Gärtner (mal wieder) die Welt retten wollen (Erzähler) (Feature)
- 2014: Elodie Pascal: Blowback | Der Auftrag – Regie: Elisabeth Pulz (Hörspiel – DKultur)
- 2014: Gruselkabinett Folgen 86, 87, 89 (Titania Medien), diverse Rollen
- 2014: Sherlock Holmes Folgen 12, 14 (Titania Medien), diverse Rollen
- 2014: Titania Special Folge 10: Pinocchio (Titania Medien), Rolle: Bauer
- Seit 2014: Auguste Dupin in den Serien Sherlock Holmes & Co. und Die geheimnisvollen Fälle von Edgar Allen Poe und Auguste Dupin
- 2021: Off-Sprecher eines Imagefilmes der Berliner Polizei für Nachwuchsgewinnung[2]
- 2023: Sprecher des Intros für das YouTube-Format Survival Squad[3]